# 阿普比妥
阿普比妥（英语：Aprobarbital）是恩斯特·普列斯沃克在1920年代发明的巴比妥类衍生物。它具有镇静、催眠和抗惊厥的特性，主要用于治疗失眠。阿普比妥从未像更常见的巴比妥类衍生物（如苯巴比妥）那样广泛使用，现在很少开处方，因为它已被安全系数更高的新药所取代。